# Stone Chilcotin
Stone Chilcotin (Stonies, Stone Tsilkotin, Yuneŝit'in), naziv za skupinu Chilcotin Indijanaca s agencije Williams Lake u Britanskoj Kolumbiji, Kanada. Populacija im je oznosila 106 (1901); 96 (1909).
U prošlosti su bili lovci na jelene i drugu divljač. Danas imaju pet rezervi.